# Petit bois de rempart
Agarista buxifolia
Pour les articles homonymes, voir Petit-Bois et Rempart (homonymie).
Espèce
Classification phylogénétique
Le Petit bois de rempart ou Agariste à feuilles de buis (Agarista buxifolia) est une espèce de plante à fleurs de la famille des Éricacées, indigène de La Réunion. Tout comme le grand bois de rempart (Agarista salicifolia), c'est une plante pionnière, mais contrairement à ce dernier qui devient un véritable arbre, le petit bois de rempart reste un sous-arbrisseau, inféodé aux espaces dégagés d'altitude.
Les fleurs disposées sur une hampe ont la forme de jolies clochettes caractéristiques des éricacées, de couleur rose vif. Les fruits sont des capsules à quatre lobes, qui se dessèchent à maturité. Toutes les parties de la plante sont extrêmement toxiques, mortelles pour l'homme et les animaux domestiques.

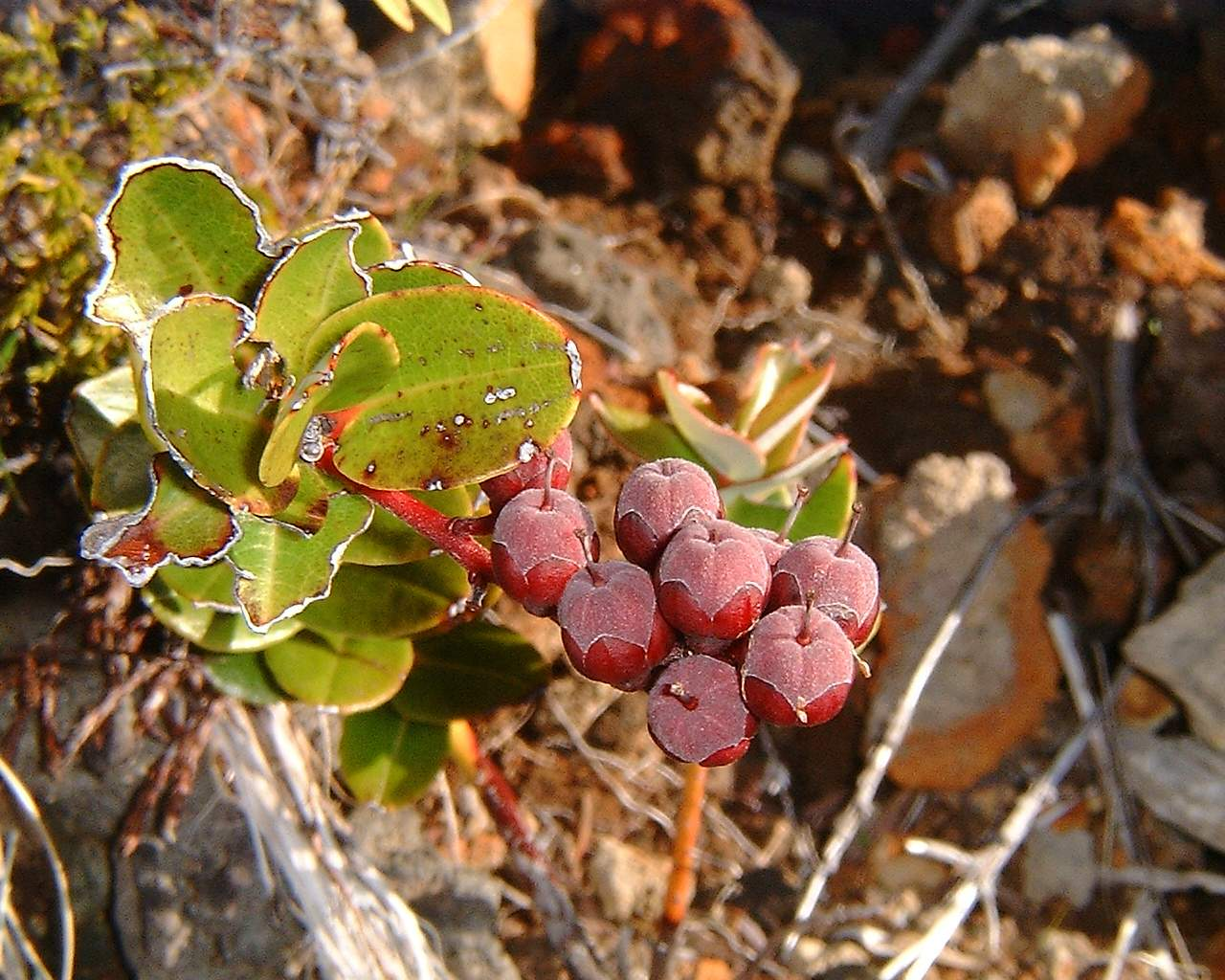
Fruits non matures.

## Synonymes
- Agauria buxifolia Cordem. , 1895